# The Star Spangled Banner – Super Bowl XXXVIII Performance
The Star Spangled Banner – Super Bowl XXXVIII Performance – minialbum amerykańskiej wokalistki Beyoncé Knowles. Składa się wyłącznie z jednego utworu – Hymnu Stanów Zjednoczonych Ameryki, który Beyoncé wykonała a cappella podczas Super Bowl XXXVIII.

## Lista utworów
1. „The Star Spangled Banner” (na żywo) – 2:36